# Jorge Lara Castro
Jorge Lara Castro (Asunción, 5 de agosto de 1945) es un abogado, sociólogo y diplomático paraguayo. Fue ministro de Relaciones Exteriores de Paraguay en el periodo 2011-12 durante el gobierno de Fernando Lugo.

## Biografía
Lara Castro estudió Derecho y Ciencias Sociales en la Universidad Católica "Nuestra Señora de la Asunción" (UCA). Posteriormente obtuvo una maestría en Sociología en la Facultad Latinoamericana de Ciencias Sociales (FLACSO) de Santiago de Chile, y otra en la Universidad Nacional Autónoma de México (UNAM).
Durante el gobierno de Fernando Lugo se desempeñó como ministro de Relaciones Exteriores del Paraguay, cargo que ejerció desde el 22 de marzo de 2009 hasta el 23 de junio de 2011.